# Elmo Hope
Elmo Hope, rodným jménem St. Elmo Sylvester Hope (27. června 1923, New York City – 19. května 1967, tamtéž) byl americký jazzový pianista.

## Život
Narodil se v roce 1923 v New Yorku a na klavír začal hrát ve svých sedmi letech. Nejprve se věnoval klasické hudbě, brzy však přešel k jazzu. Ve svých sedmnácti letech byl postřelen newyorským policistou. Ve čtyřicátých letech začal vystupovat se saxofonistou Johnnym Griffinem a později vystupoval s mnoha dalšími hudebníky, mezi které patřili například John Coltrane, Sonny Rollins a Percy Heath. V roce 1957 odjel kvůli zákazu vystupování v New Yorku do Los Angeles. Zde často spolupracoval například se saxofonistou Haroldem Landem a roku 1960 se zde oženil s klavíristkou Berthou Rosemond. Roku 1961 město opustil a vrátil se zpět do New Yorku. Velkou část života měl problémy s drogami. V roce 1967 byl hospitalizován se zápalem plic a o několik týdnů později zemřel na srdeční záchvat.